# Jihongtan
Jihongtan (kinesiska: 棘洪滩街道, 棘洪滩) är en socken i Kina. Den ligger i provinsen Shandong, i den östra delen av landet, omkring 290 kilometer öster om provinshuvudstaden Jinan. Antalet invånare är 66597. Befolkningen består av 32 057 kvinnor och 34 540 män. Barn under 15 år utgör 11,0 %, vuxna 15-64 år 80 %, och äldre över 65 år 7,0 %.
Genomsnittlig årsnederbörd är 771 millimeter. Den regnigaste månaden är juli, med i genomsnitt 247 mm nederbörd, och den torraste är januari, med 12 mm nederbörd.